# Криспьяно
Криспьяно (итал. Crispiano) — коммуна в Италии, располагается в регионе Апулия, в провинции Таранто.
Население составляет 13 283 человека (2008 г.), плотность населения составляет 114 чел./км². Занимает площадь 111 км². Почтовый индекс — 74012. Телефонный код — 099.
Покровительницей коммуны почитается Пресвятая Богородица (Santa Maria della Neve), празднование 5 августа.

## Демография
Динамика населения:

## Администрация коммуны
- Официальный сайт: http://www.comune.crispiano.ta.it/